# O Valeroso Lucideno
O Valeroso Lucideno e Triunfo da Liberdade na Restauração de Pernambuco é uma obra de Frei Manuel Calado, publicada originalmente em Lisboa, na oficina de Paulo Crasbeeck, em 1648.
Nela, o autor seiscentista faz uma crônica da resistência portuguesa ao invasor neerlandês, à época da segunda das invasões holandesas do Brasil.
A obra, predominantemente em prosa, apresenta caráter clássico e barroco, oscilando entre o criativo poético e a narração histórica laudatória. Em termos de historiografia, a sua importância já havia sido assinalada por Robert Southey ("History of Brazil". Londres, 1810) e por Capistrano de Abreu (Memórias de um frade. in: Revista do Instituto Arqueológico, Histórico e Geográfico Pernambucano. 1905-06, v. 65, p. 18).